# Attenella soquele
Attenella soquele is een haft uit de familie Ephemerellidae. De wetenschappelijke naam van de soort is voor het eerst geldig gepubliceerd in 1954 door Day.
De soort komt voor in het Nearctisch gebied.